# Bolesław Cybis

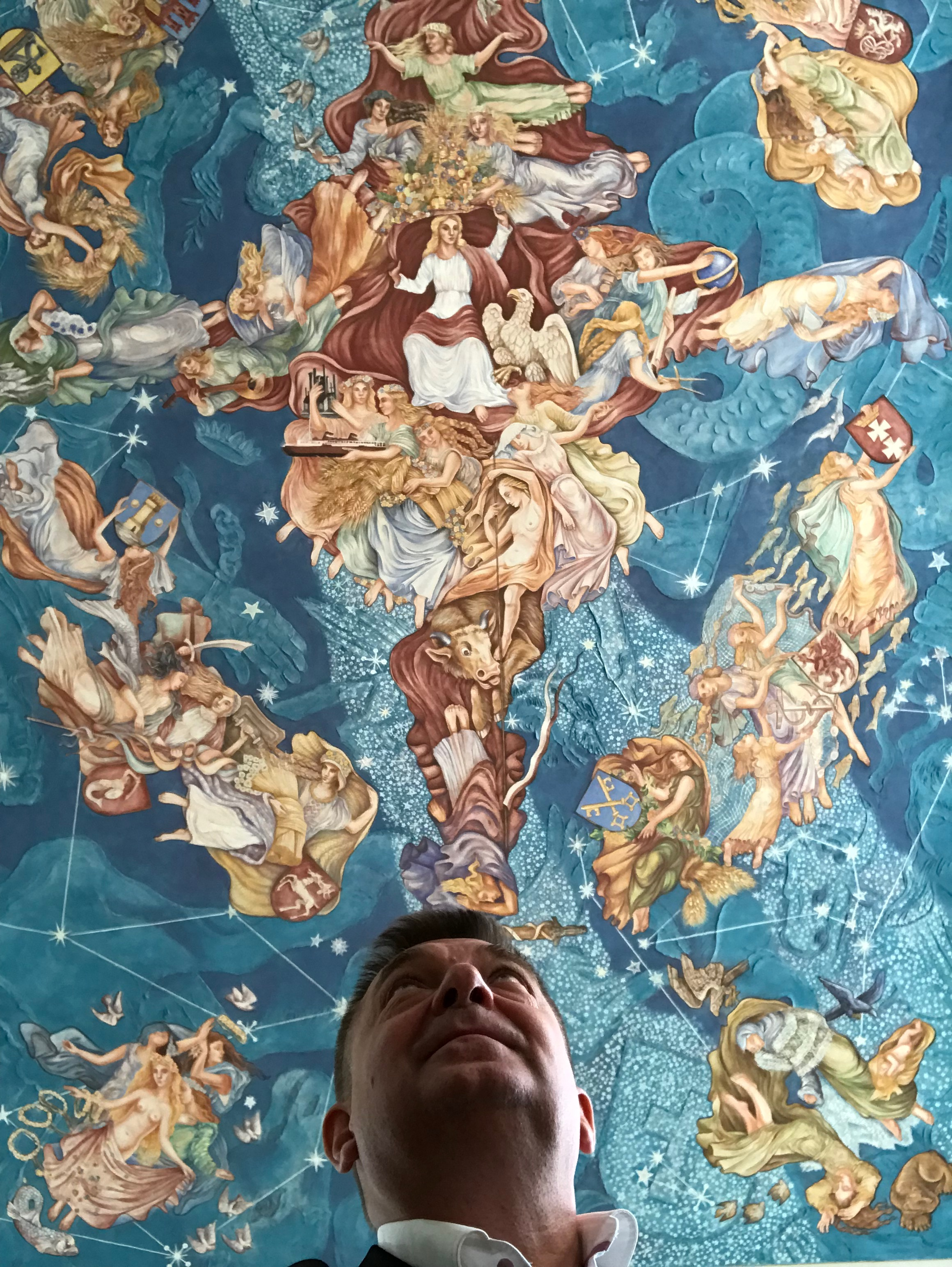
Zrekonstruowane Niebo polskie z 1939 w auli dawnego Gimnazjum Polskiego w Gdańsku, autorstwa Bolesława Cybisa i Jana Zamoyskiego

Bolesław Jarosław Cybis (ur. 6 czerwca 1895 w Massandrze na Krymie, zm. 30 maja 1957 w Trenton) – polski malarz, grafik, rzeźbiarz i ceramik.

## Życiorys
Studiował w Petersburgu i Warszawie w SSP w latach 1923–1926 oraz w ASP u Tadeusza Pruszkowskiego w latach 1933–1934. Był współzałożycielem Bractwa św. Łukasza.
W 1930 podróżował do Włoch i Afryki. W latach 1934–1937 wraz z Janem Zamoyskim wykonywał fresk Bolesław Chrobry wytyczający granice Polski na Odrze w holu gmachu Wojskowego Instytutu Geograficznego w Warszawie. W 1936 uczestniczył przy dekoracji wnętrz statku MS Batory. W 1939 w związku z pracami przy pawilonie polskim na Międzynarodowej Wystawie w Nowym Jorku wyjechał do USA, gdzie pozostał na stałe. Tam porzucił malarstwo, zajmował się głównie ceramiką i założył fabrykę Cordey China Inc.
Początkowo malował archaizowane, linearne portrety chłopów i chłopek, tzw. cykl łowicki.
Późniejsze obrazy charakteryzuje wyrazisty kontur, wydłużenie postaci, liryzm i bliska surrealizmowi atmosfera wizji (Spotkanie 1931, Primavera 1936).